# Compressie (geologie)
In de geologie wordt de natuurlijke compressie van gesteente onderzocht. De arbeid die nodig is om gesteente samen te drukken wordt geleverd door de mechanische spanning die heerst als gevolg van de druk en tektonische bewegingen binnenin de Aarde. Als compressie in een groot deel van de aardkorst plaatsvindt, spreekt men van compressietektoniek.
Plooien zijn sporen van vervorming als gevolg van compressie. Mechanische spanningen binnenin de Aarde leiden niet alleen tot ductiele vervorming van materiaal, maar kunnen ook tot brosse vervorming leiden, waarbij het materiaal zijn interne cohesie verliest. Vormen van brosse vervorming zijn breuken en diaklazen. Wanneer de maximale spanningsrichting horizontaal gericht is zal de aardkorst in horizontale richting korter worden en in verticale richting dikker worden. De deformatie vindt plaats door vorming van overschuivingen en plooien. Op grotere schaal gezien zal bij compressietektoniek de korst "korter" worden. Is de maximale spanningsrichting verticaal gericht, dan zal een stuk gesteente of aardkorst in horizontale richting worden uitgerekt en in verticale richting dunner worden.
De term druksterkte wordt gebezigd voor de maximale hoeveelheid spanning die een materiaal kan ondervinden zonder dat er brosse deformatie plaatsvindt.